# Монг Кај
Монг Кај (виј. Móng Cái) је град у Вијетнаму у покрајини Quảng Ninh. Према резултатима пописа 2009. у граду је живело 80.000 становника.